# سيكاد ملتف

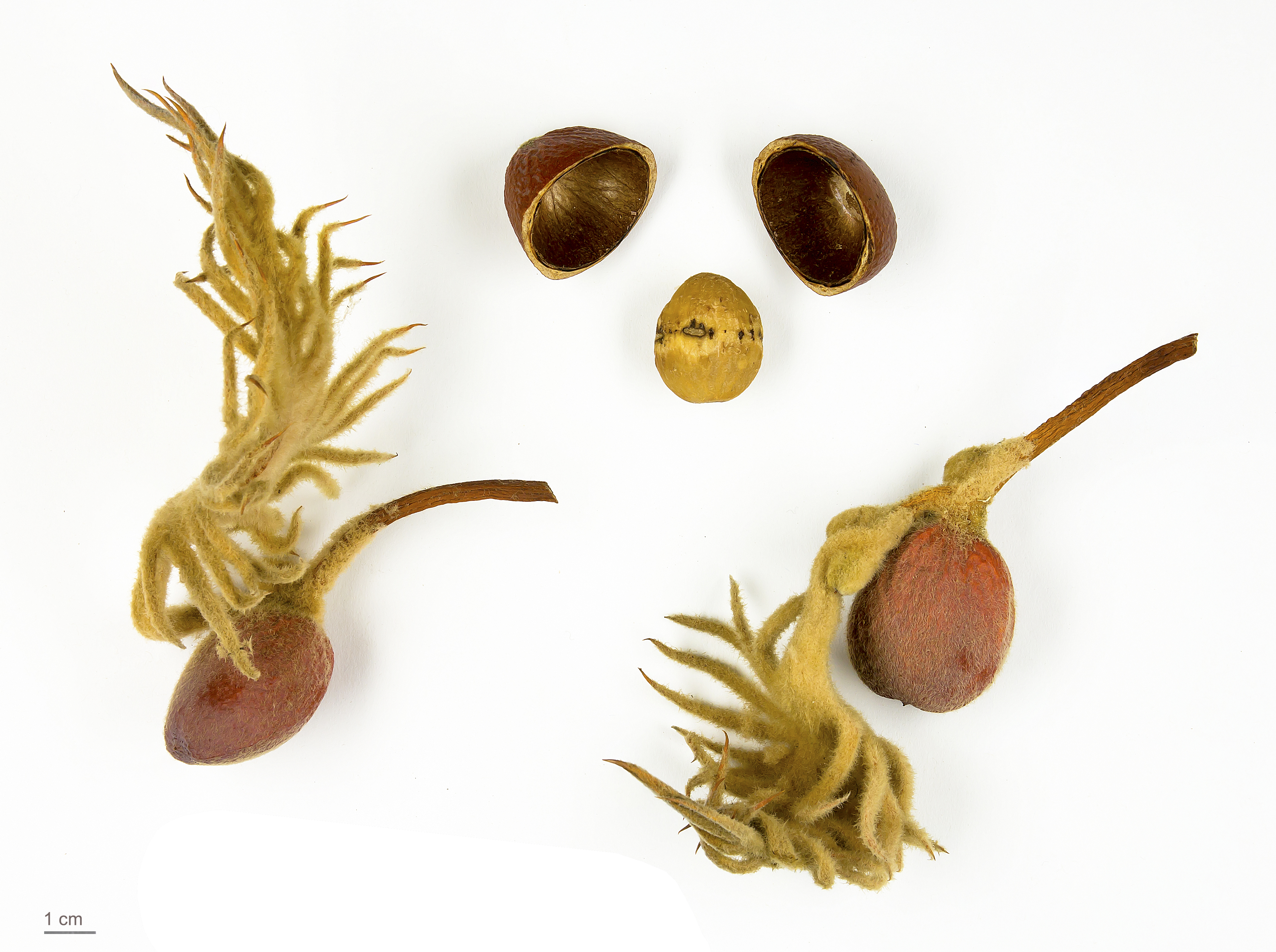
Cycas revoluta

سيكاد ملتف (الاسم العلمي: Cycas revoluta) هي نوع من النباتات يتبع جنس السيكاد من فصيلة السيكادية.